# 小栗正光
小栗 正光（おぐり まさみつ、1948年6月17日 - ）は岐阜県出身のプロゴルファー。

## 来歴
可児市立中部中学校卒業後の16歳からゴルフを始め、1972年にプロ入りする。
1978年の中日クラウンズでは2日目にこの日ベストスコアとなる65をマークし、内田繁と並んで2位島田幸作から1打差の3位タイに着け、最終的には村上隆・小林富士夫・今井昌雪と並んでの9位タイに入った。
1979年の関西プロでは55人がアンダーパーを記録する出足となった初日に4アンダー68をマークし、上野忠美・松田司郎・入江勉・山本善隆・森本俊治・秋富由利夫・松本紀彦と並んでの5位タイグループでスタートした。
1981年のペプシウィルソントーナメントでは2日目に66をマークして尾崎直道・呂良煥（中華民国）・中村通・高橋勝成、3日目には新井規矩雄・羽川豊と並んで共に7位タイ に着けた。
1981年のゴルフダイジェストトーナメントでは初日に67をマークし、中嶋常幸・山口吉久に次ぐ3位でスタートした、
1983年の中部オープンでは初日に当時高校生の川岸良兼と共に68の首位タイでスタートし、2日目に豊田明夫・石井裕士と並んでの2位タイ、3日目には中村忠夫・川岸と並んでの3位タイに着けた。
1985年には岐阜県オープンで優勝したほか、関西プロ6月決勝大会では開催された松永カントリークラブのコースレコード63を樹立し、1974年の中四国オープンで十亀賢二が記録した64を8年ぶりに塗り替えた。
1990年の中部オープンでは10位タイに入ったが、1991年の同大会を最後にレギュラーツアーから引退。

## 主な優勝
- 1985年 - 岐阜県オープン